# Upplands runinskrifter 68
Upplands runinskrifter 68 (till höger på bilden) är ett vikingatida runstensfragment av sandsten i Spånga prästgård, Spånga socken och Stockholms kommun. Fragmentets storlek är 0,44 gånger 0,31 meter. Det återfanns 1910 vid en grävning i prästgårdens trädgård nära kyrkogårdens östra mur. U 68 förvaras numera i Spånga kyrkas vapenhus vid södra väggen.

## Inskriften
Translitterering av runraden:
... reisa + ste... ...
Normalisering till runsvenska:
... ræisa stæ[in] ...
Översättning till nusvenska:
... resa stenen ...